# Olympische Sommerspiele 1920/Teilnehmer (Argentinien)
| Gelbes Symbol für Goldmedaillen mit stilisierten Olympischen Ringen | Graues Symbol für Silbermedaillen mit stilisierten Olympischen Ringen | Braundes Symbol für Bronzemedaillen mit stilisierten Olympischen Ringen |
| ------------------------------------------------------------------- | --------------------------------------------------------------------- | ----------------------------------------------------------------------- |
| —                                                                   | —                                                                     | —                                                                       |

Argentinien nahm an den Olympischen Sommerspielen 1920 in Antwerpen, Belgien, mit einer Delegation von einem Sportler, Angel Rodríguez, an einem Wettbewerb in einer Sportart (Boxen) teil. Für Argentinien war es die dritte Teilnahme an Olympischen Sommerspielen; es gewann dabei keine Medaillen. 

## Teilnehmer nach Sportarten

### Boxen
- Ángel Rodríguez
  - Federgewicht

Rang 16
Runde eins: Niederlage gegen Arthur Olsen aus Norwegen durch Disqualifikation in der dritten Runde